# Église Saint-Nicolas de Golubac
Pour les articles homonymes, voir Église Saint-Nicolas.
L'église Saint-Nicolas de Golubac (en serbe cyrillique : Црква Светог Николе у Голупцу ; en serbe latin : Crkva Svetog Nikole u Golupcu) est une église orthodoxe serbe située à Golubac, dans le district de Braničevo en Serbie. Elle est inscrite sur la liste des monuments culturels protégés de la république de Serbie (identifiant no SK 703).

## Présentation
L'église est située à proximité du centre ville et de la route Belgrade-Kladovo. Elle a été construite vers 1840 à l'emplacement d'une ancienne église en bois remontant au XVIIIe siècle ; dans les années 1980, elle a subi des modifications, notamment par l'ajout d'un narthex surmonté d'un clocher.
Elle est constituée d'une nef unique prolongée par une abside demi-circulaire à l'est et par des absidioles latérales elles aussi demi-circulaires dans la zone de l'autel ; la nef est aujourd'hui précédée d'un narthex tandis que la façade occidentale est dominée par un clocher. La décoration, très simple, se réduit à une corniche profilée courant sous le toit et à des pilastres angulaires de soutènement ; le dessin des fenêtres et du portail est lui aussi très simple.
Les fresques et les icônes de l'iconostase sont de date récente. L'édifice abrite des icônes mobiles, des livres et des objets liturgiques ainsi que du mobilier d'église. Les icônes de l'ancienne iconostase, peintes en 1847 par Andrija Dijak, sont particulièrement remarquables.